# 斯雷特
斯雷特是美國一個以學生為基礎的政治組織，於1958年在加州大學柏克萊分校成立，是一個新左翼及推動自由言論運動的組織，除關注美國本土議題，在古巴問題上亦普遍同情古巴，1960年代初曾因參與太多校外議題而被學校封禁。1966年，組織成員自行票選通過決定解散組織。